# Bay City (romanzo)
Bay City (Altered Carbon) è un romanzo di genere distopico, cyberpunk e noir del 2002, dello scrittore britannico Richard Morgan.         
È il primo dei tre romanzi della serie di Takeshi Kovacs. Da esso, vincitore del Premio Philip K. Dick nel 2003, sono stati tratti la serie televisiva live action Altered Carbon e il lungometraggio d'animazione che ne fa sia da prequel che da spin-off, Altered Carbon: Resleeved; entrambi disponibili su Netflix rispettivamente dal 2 febbraio 2018 e il 19 marzo 2020. Sono state realizzate anche due serie a fumetti, ovvero Altered Carbon: Download Blues leggibile dal 26 giugno 2019 e Altered Carbon: One Life, One Death, disponibile per l'acquisto dal 5 aprile 2022.        

## Trama
La vicenda è ambientata in un mondo in stile cyberpunk e con forti caratteri di distopia, nel quale l'identità umana può essere immagazzinata su supporto digitale e scaricata nel corpo fisico, detto comunemente custodia. Le custodie possono essere naturali, e in tal caso sono appartenute ad altri o a se stessi, oppure di sintesi. Ogni individuo possiede una pila corticale nella colonna spinale, che contiene memoria e identità; quando il corpo muore, l'identità può essere così immagazzinata indefinitamente in questo mondo immaginario; questa è la modalità di detenzione dei criminali, oppure il modo di trascorrere del tempo, ad esempio una vacanza, in un ambiente virtuale a scelta. La vera morte avviene soltanto se la pila corticale viene distrutta. I Cattolici sono contrari alla ricustodia, in quanto credono che l'anima vada in Paradiso alla loro morte; ciò li rende vittime ideali per gli omicidi, in quanto non possono essere scaricati in un nuovo corpo per rendere testimonianza relativamente all'assassinio del proprio corpo precedente. Una risoluzione delle Nazioni Unite per rendere illegale questa pratica rappresenta un filone importante nel romanzo, in quanto una donna cattolica immagazzinata dovrebbe poter essere scaricata in un corpo per testimoniare in un caso di omicidio.
Molta gente non può permettersi più di una ricustodia in tutta la vita, per cui mentre molte persone sono in grado di vivere eternamente, solo i più ricchi sono in grado di acquisire continui corpi di ricambio identici al proprio. Le persone che vivono più a lungo sono chiamate Mat, un'abbreviazione di Matusalemme. Sono i più ricchi, e sono inoltre in grado di conservare copie di backup della loro identità, che aggiornano periodicamente, in maniera tale che se anche la loro pila corticale venisse distrutta, possano essere nuovamente scaricati in una custodia.
La trama ruota intorno ad uno di questi Mat, un uomo di nome Laurens Bancroft, che si è apparentemente suicidato, distruggendo la sua pila, ed il suo back-up è poi stato scaricato in una nuova custodia, perdendo così la memoria degli eventi e delle azioni compiute nelle ore precedenti il suicidio. L'uomo è convinto di non essersi suicidato affatto, e ingaggia Takeshi Kovacs per indagare su quello che ritiene sia stato un crimine a suo danno, e che invece la polizia ha già archiviato come suicidio.
Kovacs ha un passato da Spedi, ossia un membro di speciali unità militari costituite per azioni di guerra interstellare. Il viaggio interplanetario a velocità superluminale è possibile esclusivamente attraverso la trasmissione dell'identità attraverso un dispositivo detto agotransfer direttamente in una nuova custodia, che può trovarsi anni luce distante dal punto di partenza. Trasmettere quindi i normali soldati ridurrebbe enormemente la loro efficienza, a causa della scarsa abitudine al nuovo corpo in combattimento. Per questa ragione gli Spedi vengono addestrati all'impiego di tecniche mentali che consentono loro di massimizzare le doti fisiche dei nuovi corpi, che sono anche forniti di sensori neuro-chimici (neurochim) che potenziano le loro facoltà sensoriali, intuitive e fisiche. Il risultato è un corpo talmente potente che agli Spedi è interdetto l'accesso a funzioni di governo in molti mondi.
Kovacs viene ucciso all'inizio della narrazione e scaricato nel corpo che era in precedenza di Elias Ryker, agente di polizia di Bay City (un tempo nota come San Francisco). La narrazione avviene in prima persona. Kovacs risolverà il caso al costo di grandi sofferenze personali, cui potrà sopravvivere anche grazie all'addestramento Spedi.

## Edizioni
- Richard Morgan, Altered Carbon, 2002.
- Richard Morgan, Bay City, traduzione di Vittorio Curtoni, collana Narrativa n° 189, Editrice Nord, 2004,  p. 509, ISBN 88-429-1287-5.
- Richard Morgan, Bay City, traduzione di Vittorio Curtoni, collana TEADUE n° 1405, TEA, 2006,  p. 514, ISBN 88-502-1124-4.